# Одубон (округ)
О́дубон (англ. Audubon County) — округ в США, штате Айова. На 2000 год численность населения составляла 6830 человек. По оценке бюро переписи населения США в 2009 году население округа составляло 6032 человек. Окружным центром является город Одубон.

## История
Округ Одубон был сформирован 15 января 1851 года.

## География
По данными Бюро переписи населения США площадь округа Одубон составляет 1147 км².

### Основные шоссе
- Шоссе 71
- Автострада 44
- Автострада 173

### Соседние округа
- Карролл  (север)
- Гатри  (восток)
- Касс  (юг)
- Шелби  (запад)

## Демография
По данным переписи населения 2000 года в округе проживало 6830 жителей. Среди них 22,3 % составляли дети до 18 лет, 22,1 % люди возрастом более 65 лет. 51,8 % населения составляли женщины.
Национальный состав был следующим: 98,7 % белых, 0,2 % афроамериканцев, 0,2 % представителей коренных народов, 0,4 % азиатов, 0,8 % латиноамериканцев. 0,6 % населения являлись представителями двух или более рас.
Средний доход на душу населения в округе составлял $17489. 11,1 % населения имело доход ниже прожиточного минимума. Средний доход на домохозяйство составлял $42206.
Также 82,5 % взрослого населения имело законченное среднее образование, а 12,3 % имело высшее образование.